# ألامو (تمثال)
ألامو (بالإنجليزية: Alamo) ويسمى أيضاً بمكعب ساحة أستور (بالإنجليزية: Astor Place Cube) هو تمثال صنعه توني روزنتا، يقع في أستور بالاس، في إيست فيلج بمانهاتن، مدينة نيويورك. ويتخذ التمثال المركون على مرتفع شكلاً مكعباً ذو لون أسود، يبلغ طول كلاً من جانبيه 2.4 متر (8 أقدام)، وهو مصنوع من فولاذ الكورتن، ويزن حوالي 820 كيلوغرام (1,800 باوند)، وأوجه المكعب غير مستوية؛ إذ أنها تتخذ عدة فراغات ونتوءات وحواف.